# Galianthe cymosa
Galianthe cymosa är en måreväxtart som först beskrevs av Adelbert von Chamisso, och fick sitt nu gällande namn av Elsa Leonor Cabral och Nélida María Bacigalupo. Galianthe cymosa ingår i släktet Galianthe och familjen måreväxter. Inga underarter finns listade i Catalogue of Life.